# Ebrechtella xinjie
Ebrechtella xinjie là một loài nhện trong họ Thomisidae.
Loài này thuộc chi Ebrechtella. Ebrechtella xinjie được miêu tả năm 1997 bởi Da-xiang Song, Zhu & Wu.